# Geschichte Kretas
Die Geschichte Kretas lässt sich in die vorgeschichtliche und die historische Zeit unterteilen. Die Minoische Kultur (ca. 3000 v. Chr.–ca. 1050 v. Chr.) wird teilweise zur vorgeschichtlichen, teils zur historischen Epoche gerechnet.

## Urgeschichte
Der Zeitpunkt der ersten Besiedlung Kretas ist nicht bekannt. Spuren möglicher früher Hominiden reichen bis 5,7 Millionen Jahre zurück, der Zeit der Messinischen Salinitätskrise. Im Jahr 2002 entdeckte und 2010 von Forschern bei Trachilos, nahe dem Hafen von Kissamos, untersuchte versteinerte Fußspuren von etwa 50 Abdrücken wären eines der ältesten Zeugnisse menschlicher Vorfahren überhaupt. Die Abdrücke stammen von einem aufrecht gehenden Lebewesen, unterscheiden sich jedoch von denen gewöhnlicher Tiere, wie Bären oder Affen. Neben einem Fußballen weisen fünf Zehen, darunter ein großer Zeh, nach vorn, was auf einen Homininen weist.
Paläolithische Funde von Steinwerkzeugen werden auf ein Alter von mindestens 130.000 Jahren zurückgeführt, sind indes nicht zuverlässig datiert. Die neun Fundstellen liegen an der Südküste bei Plakias (Kotsifou, Schinaria, Timeos Stavros, Gianniou) und am Unterlauf des Megalopotamos (Preveli), alle in der Gemeinde Agios Vasilios. Curtis Runnels, Steinwerkzeug-Fachmann und Expeditionsteilnehmer in Südkreta, hält nach stilistischen Merkmalen der gefundenen Schaber und Faustkeile ein Alter von 130.000 bis 700.000 Jahren für möglich. Damit stammten sie nicht vom anatomisch modernen Menschen (Homo sapiens), sondern von einer vorzeitlichen Menschenart, dem Homo heidelbergensis oder dem Neandertaler (Homo neanderthalensis).
Ebenfalls an der Südküste Kretas in der Gemeinde Agios Vasilios wurden an zwanzig Stellen etwa 1600 mesolithische (mittelsteinzeitliche) Steinobjekte entdeckt, beispielsweise Projektilspitzen, Stichel und Schaber. Diese sind bis zu 11.000 Jahre alt. Die Fundstellen befinden sich bei Damnoni, Ammoudi, Schinaria, Timeos Stavros, Preveli und Agios Pavlos. Die archäologische Expedition von 2008/09 unter Leitung von Thomas Strasser hatte das Ziel, Belege für eine vor dem Neolithikum (Jungsteinzeit) erfolgte Besiedlung Kretas zu finden und damit die bis dahin fraglichen mesolithischen Funde aus der Samaria-Schlucht, die hauptsächlich durch Begehung entstanden sein sollten, beweiskräftig zu ersetzen.
Die ersten neolithischen Siedler kamen um 7000 v. Chr. auf die Insel. In den neolithischen Siedlungen wurden bisher keine Knochen der endemischen Inselfauna gefunden, sie starb vor Ankunft der ersten bäuerlichen Siedler aus, wie dies auch von anderen Mittelmeerinseln (Zypern, Sardinien, Mallorca) bekannt ist. Erste eindeutige anthropomorphe Zeugnisse stammen aus dem frühen Neolithikum und werden auf etwa 6000 v. Chr. datiert. Hier sind die akeramischen Schichten von Knossos bedeutsam. In dieser Periode betrieb man bereits Ackerbau. Erst seit etwa 5500 v. Chr. wurde Keramik hergestellt. Genetische Untersuchungen erwiesen, dass um 3500 bis 3000 v. Chr. erneut eine starke Zuwanderung aus Anatolien den Osten der Insel erreichte; ähnlich enge Beziehungen bestanden zwischen dem Peloponnes und dem Westen Kretas.

## Minoische Zeit

Minoische Kultur auf Kreta

Die Minoische Zeit beginnt etwa 3000 v. Chr. und steht einerseits in der Tradition der einheimischen neolithischen Vorgängerkultur, wurde andererseits aber auch durch starke Einflüsse und eventuelle Einwanderung aus Kleinasien befruchtet. Auch die Metallverarbeitung wurde wahrscheinlich aus Kleinasien übernommen. Dies bewirkte einen kulturellen und wirtschaftlichen Aufschwung, der sich im Entstehen der „Minoischen“ Kultur niederschlug. Die Minoische Kultur endete im 13. Jahrhundert v. Chr., als sich auf Kreta die Mykenische Kultur vom griechischen Festland durchsetzte.

## Archaische und klassische Zeit
Nach dem Untergang der minoischen Kultur wurde Kreta von den mykenischen Griechen beherrscht, ihnen folgten seit dem 11. Jahrhundert v. Chr. weitere Eroberer vom griechischen Festland. Auf der Insel bildeten sich eine Anzahl selbstständiger Poleis heraus. Auf die Geschehnisse des griechischen Festlands nahmen diese keinen Einfluss und umgekehrt versuchten die Hauptmächte des antiken Griechenlands – allen voran Sparta und Athen – niemals, Kreta zu erobern. Gering war das Interesse der griechischen Historiker an den Geschehnissen auf der Insel und es gibt daher eher wenige schriftliche Zeugnisse über die Geschichte Kretas.

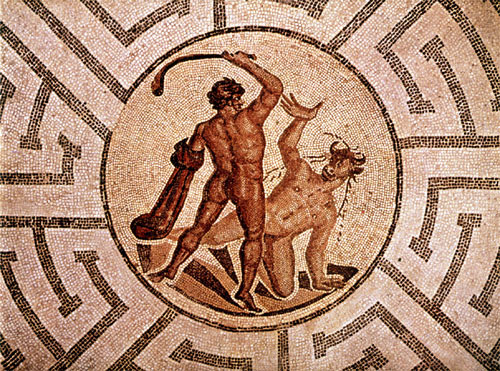
Theseus und Minotaurus
(antikes Mosaik)

Über das archaische Zeitalter lässt sich aber mit Sicherheit aussagen:
In der Zeit vom 6. bis zum 4. Jahrhundert währte auf der Insel Kreta eine relative Friedensperiode, durch umfassende herrschaftspolitische Maßnahmen (u. a. Gesetze, vgl. das Stadtrecht von Gortys) war oberflächlich ein Ausgleich zwischen den dominierenden aristokratischen Kräften ersichtlich. Erst in der zweiten Hälfte des 4. Jahrhunderts ging die alte aristokratische Ordnung, die stark an den Machterhalt einiger weniger Familien orientiert war, durch Machtkämpfe zwischen diesen zu Grunde.
Die Gesellschaft des archaischen Kretas kann man als recht eigentümlich auffassen. In vielen Merkmalen ähnelte sie der Spartas. Der Adel betrieb Herrschaftspolitik durch Einflussnahme auf die jungen Männer in Form von Päderastie und gemeinsam lebende Jungmannschaften, also Sport- und Kampfgruppen unter einem Paidonomos. Diese Jungmannschaften gingen nach der Volljährigkeit in die Mahlgemeinschaften über, in denen die Bürgerschaft organisiert waren. Bürger konnte man nur sein, sofern man an den gemeinsamen Mählern, die überwiegend von den wohlhabenden Kretern finanziert wurden, teilnahm. „Regiert“ wurde Kreta durch Kosmen, deren Anzahl pro Stadt differierte. Jenes Amt wurde nach dem Rotationsprinzip an die einflussreichsten Familien vergeben – freilich, um Machtkämpfe zu vermeiden. Wohl einen großen Stellenwert im archaischen Kreta hatte die Familie – ihr Schutz und Erhalt wurde von vielerlei Gesetzen (vgl. das Erbschafts-, Schuld- und Familienrecht der „Großen Inschrift“ von Gortys) gewährleistet.
Das wirtschaftliche Potential der Insel wurde durch fortwährende Kriege zwischen den verschiedenen Poleis geschwächt.

## Hellenismus und römische Kaiserzeit

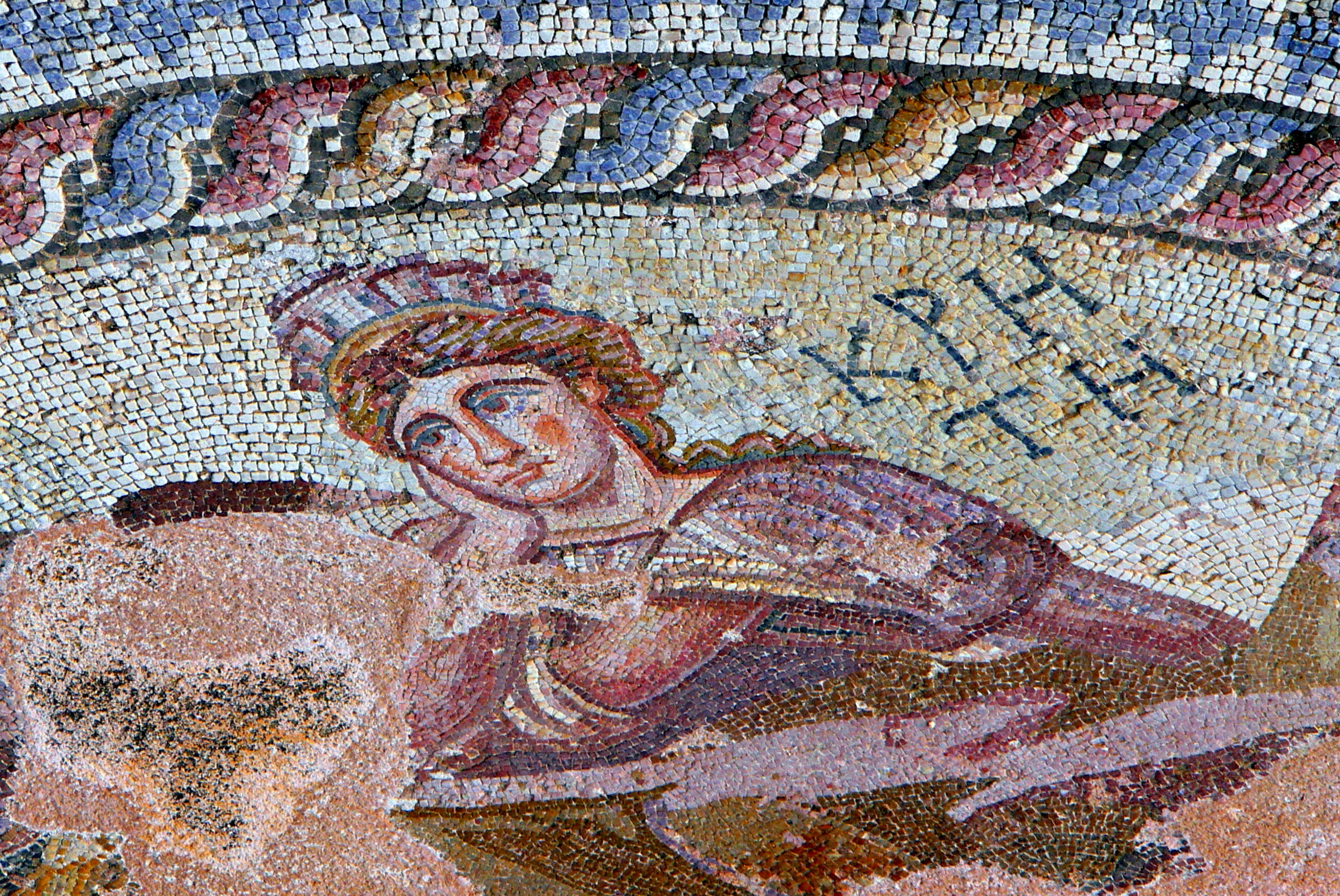
Personifikation Kretas, Haus des Theseus, Paphos (Zypern), 4. Jahrhundert n. Chr.

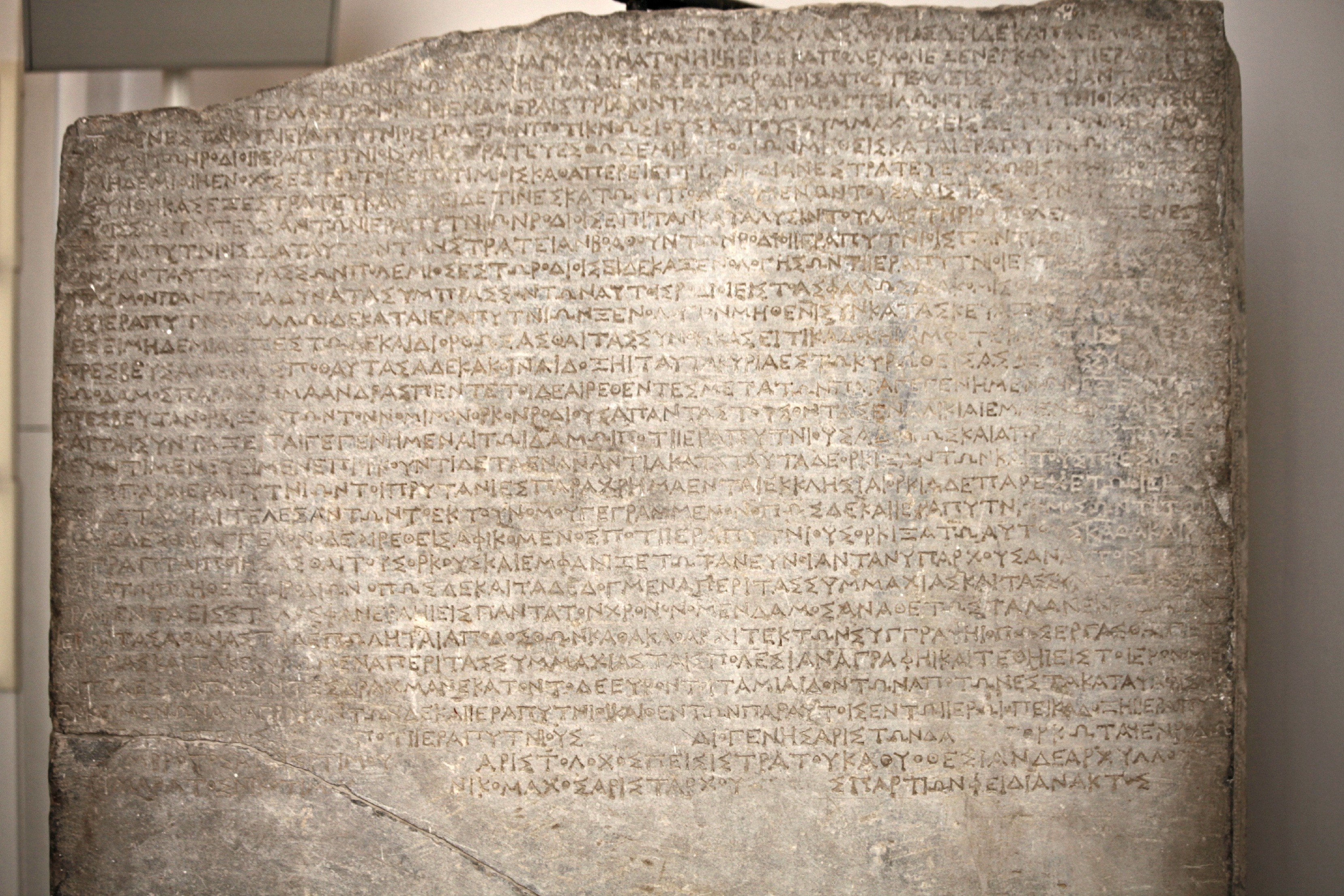
Stele von Hierapytna, 2. Jahrhundert v. Chr., Archäologisches Nationalmuseum Venedig

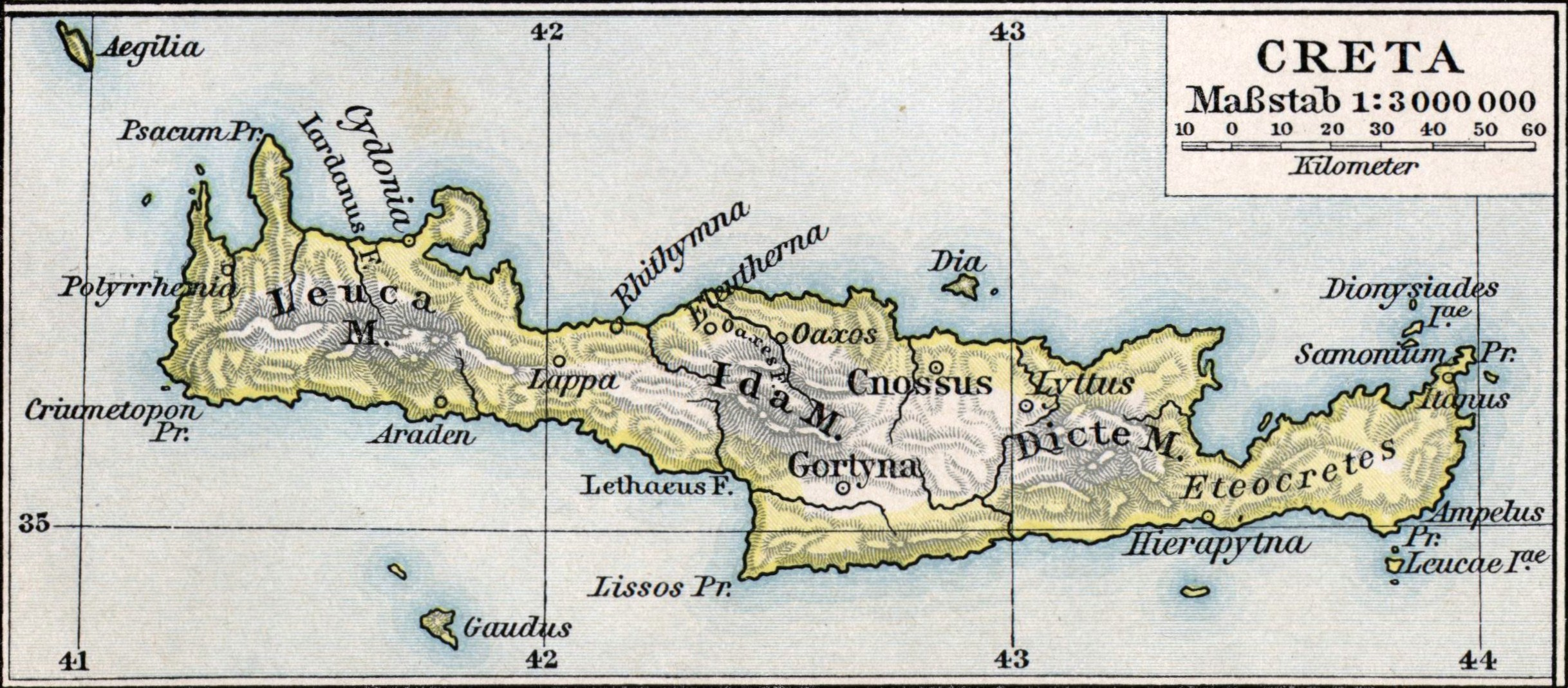
Kreta in römischer Zeit

Der Spartanerkönig Agis III. setzte, als Alexander der Große in Kleinasien stand und einen ersten Sieg gegen das Perserreich errungen hatte, 333 v. Chr. noch immer auf die persische Karte. Durch seinen Bruder und Mitregenten Agesilaos ließ er Kreta besetzen. Im Frühjahr 332 v. Chr. begannen die makedonischen Nauarchen Hegelochos und Amphoteros die Inseln zu besetzen – von Tenedos und Chios bis nach Kos und schließlich Lesbos. Amphoteros unterwarf schließlich die kretischen Stützpunkte.
Zwischen 267 und 261 v. Chr. intervenierten die ägyptischen Ptolemäer auf Kreta, aber sie konnten die Insel, zwischen deren Städten der Krieg zum Dauerzustand geworden war, nicht befrieden. 220 folgte eine Intervention Philipps V. von Makedonien, der mit der kretischen Stadt Gortyn verbündet war. Er konnte die Verhältnisse auf Kreta stabilisieren, zog aber die Kreter in seinen Konflikt mit der römischen Republik hinein. In den Makedonischen Kriegen zwischen 214 und 196 war Kreta mit Philipp verbündet, ohne dass sich die Niederlagen des Königs auf die Insel auswirkten. Der römische Sieg führte nur zur erneuten Unabhängigkeit der kretischen Städte und die alten Rivalitäten zwischen Knossos, Cydonia und Gortyna flammten unverzüglich wieder auf. Der römische Senat schickte mehrfach (184, 180 und 174 v. Chr.) Gesandte als Vermittler, ohne dass diese etwas bewirkten. Die Instabilität Kretas bot den besten Nährboden für Piraten und Sklavenhändler, die auf der Insel leicht Unterschlupf fanden und mit dieser oder jener Stadt paktierten. Die Rhodier, als wichtigste griechische Handelsmacht jener Zeit, versuchten die Situation zu ordnen und unternahmen 154 v. Chr. einen Kriegszug nach Kreta. Sie wurden jedoch vernichtend geschlagen. Nur eine römische Intervention verhinderte die totale Niederlage.
Im ersten Jahrhundert v. Chr. begannen die Römer ernsthafter gegen die Piraten in der Ägäis vorzugehen. 74 v. Chr. ordnete der Senat deshalb die Eroberung Kretas an. Der erste Versuch unter dem Befehl des Marcus Antonius war schlecht vorbereitet und es standen zu wenig Schiffe und Truppen zur Verfügung. Antonius erlitt eine herbe Niederlage und viele Römer gerieten in Gefangenschaft. Unterdessen verhinderte der Krieg gegen Mithridates von Pontus und der Aufstand des Spartacus für einige Jahre einen neuen römischen Eroberungsversuch.
69 v. Chr. wurde der Konsul Quintus Caecilius Metellus vom Senat mit der Eroberung Kretas beauftragt. Mit Erfolg nahm er eine kretische Stadt nach der anderen ein, während Pompeius die Piraten zur See bekämpfte. Die geschlagenen Kreter wollten sich nur Pompeius unterwerfen und dieser nahm diese Unterwerfung an, obwohl Quintus Caecilius Metellus der eigentliche Eroberer war und Kreta zur römischen Provinz machte. Nicht nur dieser selbst, sondern die ganze gens der Meteller haben das Pompeius sehr verübelt. In Rom feierte er einen Triumph und nahm das Cognomen Creticus an.
Einmal befriedet fanden sich die Kreter ohne Widerstand mit der römischen Herrschaft ab. Die Insel war eine der ruhigsten Provinzen des ganzen Imperiums. Unter Kaiser Augustus wurde sie mit Gebieten in Libyen zur Provinz Creta et Cyrenaica vereinigt. Kaiser Diocletian trennte beide Gebiete 298 n. Chr. und bildete eine eigene Provinz Kreta. Im 3. und 4. Jahrhundert verbreitete sich das Christentum auf der Insel.
Im Jahr 365 wurde Kreta von einem sehr starken Erdbeben erschüttert. Dieses Erdbeben vor Kreta 365 richtete nicht nur in Kreta, sondern in den meisten Anrainerstaaten des östlichen Mittelmeeres Verwüstungen an.

## Byzantinisches Reich (395–1204) und Sarazenenherrschaft (826–961)
In den Zeiten der Völkerwanderung blieb Kreta von Eroberungsversuchen germanischer und slawischer Völkerschaften verschont, sieht man von einem Zug slawischer Seefahrer im Jahr 623 ab, die möglicherweise in der Absicht kamen, dort zu siedeln.
674 erfolgte ein erster arabischer Angriff, 692 ein weiterer. Irgendwann zwischen 718 und 1138 kam es zu einer verstärkten Zuwanderung aus Zypern.

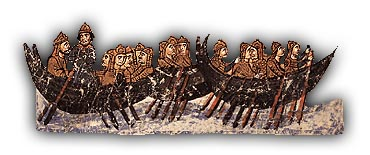
Die arabische Flotte greift Kreta an (Chronik des Johannes Skylitzes)

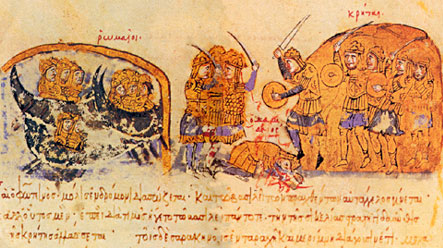
Darstellung des Kampfes in derselben Handschrift des 11. Jahrhunderts

Unter ihrem Führer Abu Hafs al-Balluti (später al-Ikritishi, der Kreter genannt, die Griechen nannten ihn Apohapsis) wurden im Jahr 816 Muladí als Rebellen aus dem islamischen Spanien vertrieben. Diese 10 bis 15.000 Menschen gelangten auf Umwegen nach Ägypten, wo sie Alexandria einnehmen konnten. Nach einer schweren Niederlage gegen die Truppen des Kalifen wandten sich die Andalusier gegen Kreta, das sie möglicherweise bereits zuvor mit Raubzügen heimgesucht hatten. Ob sie es ab etwa 824 tatsächlich ganz eroberten, ist nicht sicher, und auch ihre Rolle beim Niedergang der Städte auf der Insel ist aus den wenigen Quellen nicht ablesbar. Sicher ist nur, dass sie Kreta als Basis für Kaperfahrten gegen Byzanz benutzten, dass sie es Al-Khandaq nannten, und dass das spätere Iraklion ihre Hauptstadt war.
Die Eroberer waren unter genetischer Perspektive Andalusier (die zum Islam konvertiert waren). Sie hinterließen nur geringe genetische Spuren in der Bevölkerung Kretas. Auch ihr Einfluss auf die Sprache war eher gering, nur wenige Ortsnamen weisen auf ihren Einfluss hin. Spätere arabische Behauptungen, die Bevölkerung sei durch Muslime ersetzt worden, werden vor diesem Hintergrund als sehr unwahrscheinlich betrachtet.
Byzanz versuchte mehrfach, die Insel zurückzuerobern. So scheiterten Versuche in den Jahren 826 und 828 trotz erheblicher Erfolge auch 843–844, dann erneut 865.
961 fiel die Insel wieder an das Byzantinische Reich, dessen Feldherr und späterer Kaiser Nikephoros Phokas die Insel eroberte. Die islamische Bevölkerung wurde überwiegend getötet oder versklavt, möglicherweise auch die Konvertiten. Der arabische Historiker Nuwayri schätzte im 14. Jahrhundert, dass 200.000 Menschen auf diese Weise untergingen. Die Bevölkerungsverluste versuchte Byzanz durch die Ansiedlung von Armeniern, „Römern“ und Angehörige anderer Völker aufzufüllen, wie der zeitlich deutlich nähere Geschichtsschreiber Leon Diakonos vermerkt. Der Anteil der Armenier kann, entsprechend genetischer Untersuchungen, nur gering gewesen sein, sie siedelten wohl in eigenen Dörfern, wie namenskundliche Untersuchungen belegen. Hierin dürfte auch die Ursache dafür gelegen haben, dass sie in der übrigen Bevölkerung der Insel nur geringe Spuren hinterlassen haben. Mit „Römer“ meinte Leon Siedler aus dem gesamten Byzantinischen Reich, also vom Balkan und aus Anatolien. Sie sind genetisch dementsprechend kaum greifbar.

## Venezianische Herrschaft (1204–1669)

Sestieri von Kreta

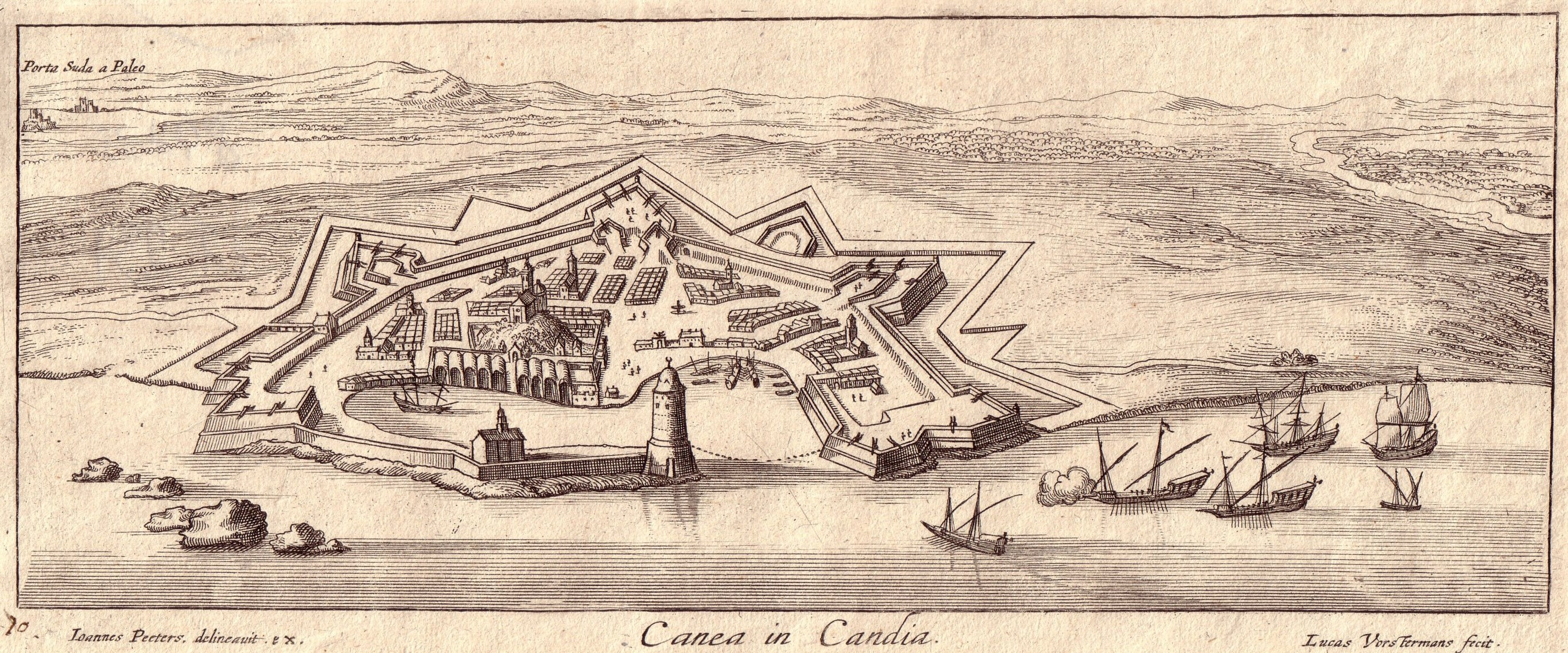
Das venezianische Canea (Chania) im Jahr 1664

Nach dem Vierten Kreuzzug erwarb die Republik Venedig 1204 Kreta von Bonifaz von Montferrat für den offiziellen Preis von 1.000 Silbermark. Noch wichtiger als das Geld war aber die Garantie des Dogen, dass Bonifatius im Gegenzug Gebiete des gleichen Werts in Griechenland bekam. Damit begann die Periode der venezianischen Herrschaft, auch Venetokratie (Βενετοκρατία) genannt. Die Insel wurde zur wichtigsten venezianischen Kolonie. In sechs Provinzen, deren Namen den Stadtsechsteln (sestieri) der Mutterstadt entsprachen, siedelten rund 4000 Venezianer auf die Insel über und nahmen Feudalgüter in Besitz (unter anderen die Familie der Falier, aus welcher der venezianisch-kretische Dichter Marinos Phalieros stammte). Doch die Kreter wehrten sich in etwa zehn Aufständen, die sich das ganze 13. Jahrhundert durchzogen – letztlich ohne Erfolg. Der größte Aufstand dauerte unter der Führung von Alexios Kalergis von 1283 bis 1299. Zwischen katholischen Venezianern und orthodoxen Griechen herrschte ein strenges Heiratsverbot.
Zugleich unternahmen Genua und Byzanz (bzw. Nikaia) mehrere Versuche, die Insel zurückzuerobern. Die Einwohnerzahl wuchs von rund 50.000 auf 200.000 an. Die Hauptstadt Candia wurde zu einem der wichtigsten Handelsrelais im östlichen Mittelmeer. 1363–1366 rebellierten die venezianischen Siedler selbst gegen die harte Fiskal- und Handelspolitik der Mutterstadt – ebenso erfolglos wie zuvor die griechischen Kreter.
Nach dem Fall Konstantinopels im Jahr 1453 flohen viele Festlandsgriechen nach Kreta; ab der Eroberung Zyperns durch die Osmanen 1570/71 war Kreta das größte verbliebene griechische Siedlungsgebiet außerhalb des Osmanischen Reiches. Die kulturelle Tradition von Byzanz wurde auf Kreta, gemischt mit italienischen Einflüssen, noch 200 Jahre nach dem Fall Konstantinopels fortgeführt. Man spricht von der Byzantinischen Renaissance. Eine der bekanntesten Persönlichkeiten dieser Periode war der Maler Domínikos Theotokópoulos, der in Spanien als El Greco (der Grieche) berühmt wurde, jedoch auf Kreta als Ikonenmaler begonnen hatte.

## Osmanische Herrschaft (1669–1897)
Von 1645 bis 1669 eroberte das Osmanische Reich im 6. Venezianischen Türkenkrieg als eine der letzten venezianischen Bastionen auch Kreta und leitete damit die Periode der Osmanischen Herrschaft, auch Turkokratie (Τουρκοκρατία) genannt, auf der Insel ein. Zuletzt fiel Candia nach mehr als zwanzigjähriger Belagerung.
Unter der Herrschaft der Osmanen konvertierten einige Kreter zum Islam. In den Städten bildeten Muslime bald 70 % der Bevölkerung und die Christen waren in der Minderheit. Auf dem Land waren hingegen nur ein Viertel bis ein Drittel der Bevölkerung Muslime.
Widerständler gegen die osmanische Herrschaft zogen sich in unwegsame Gebiete wie die Sfakia zurück. Dort begann der erste kretische Aufstand gegen die türkischen Besatzer unter Daskalogiannis im Jahr 1770, er wurde jedoch blutig niedergeschlagen.

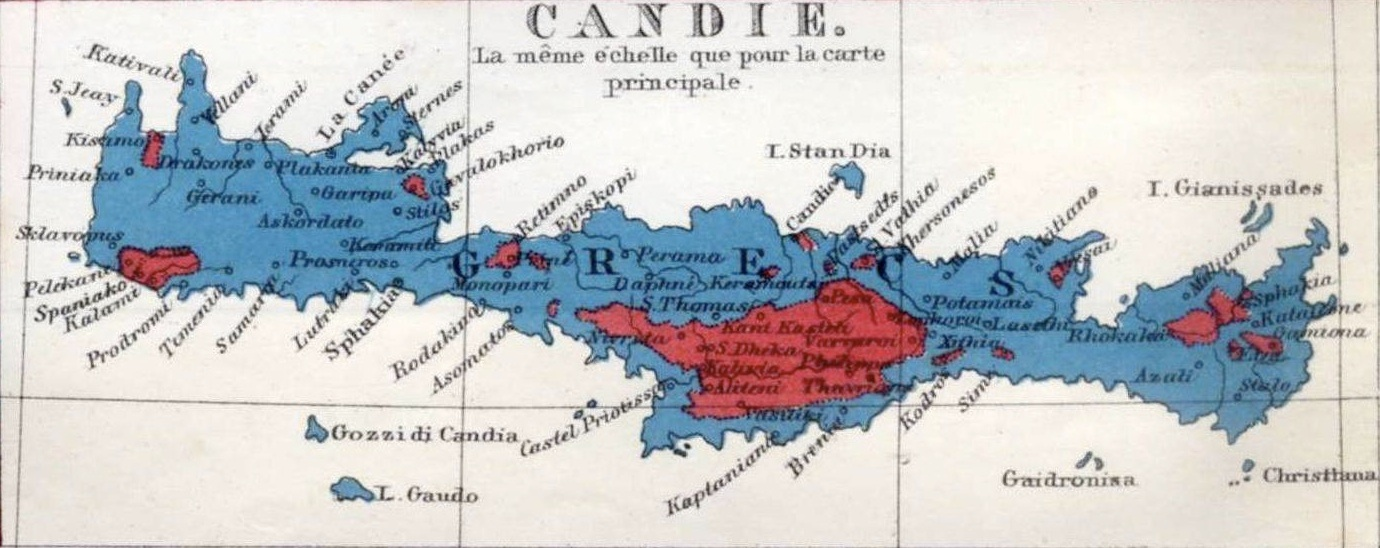
Ungefähre Verteilung der orthodoxen (blau) und der muslimischen (rot) Kreter im Jahr 1861

Nach dem Beginn der griechischen Freiheitskämpfe auf dem Festland im Jahr 1821 erhoben sich die Kreter erneut, wurden jedoch 1824 von ägyptischen Truppen niedergeschlagen. Weitere Aufstände wie die Einnahme der Festungsinsel Imeri Gramvousa (1825–1828) und die Tragödie vom Arkadi 1866 zeigten den Freiheitswillen der Kreter. 1866 wurden sie durch das italienisch-bulgarische Garibaldi-Bataillon unterstützt.
Im Jahr 1896 rebellierte die griechisch-orthodoxe Bevölkerung wieder gegen die osmanische Herrschaft. Ein Eingreifen Griechenlands führte zum Türkisch-Griechischen Krieg, der 1897 mit einer Niederlage Griechenlands endete. Im Friedensvertrag vom 4. Dezember 1897 erhielt Kreta auf Druck der europäischen Großmächte den Status eines internationalen Protektorats.

## De-facto-Unabhängigkeit (1898–1913)

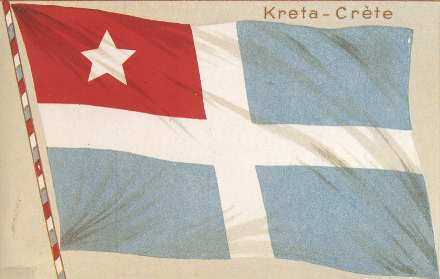
Flagge des Kretischen Staates

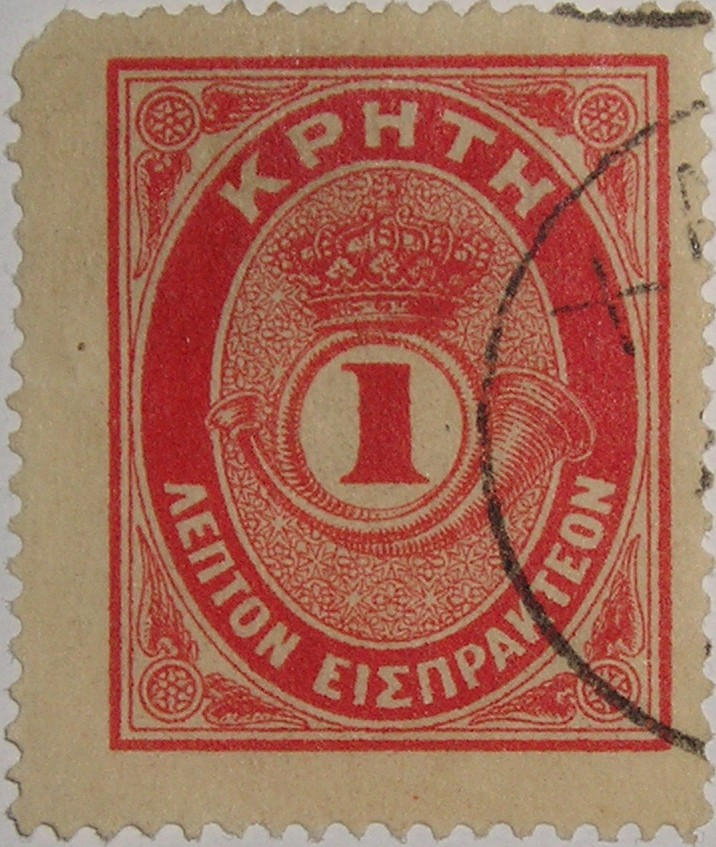
Kretische Briefmarke von 1901

Ab 1898 war Kreta de facto ein Staat unter der nur noch nominellen Oberhoheit des Sultans. De facto war die Insel ab 1898 ein britisch-französisch-russisch-italienisches Protektorat. Von 1897 bis 1899 verwalteten die vier Mächte die Insel. Die vier Schutzmächte bildeten ein Beratungsgremium, das seinen Sitz zunächst in Rom hatte, und dessen Zustimmung in bestimmten Fragen der mit der Regierung der Insel betraute (griechische) Oberkommissar (Hochkommissar) einholen musste. Der letzte osmanische Generalgouverneur Georg Berowitsch Pascha, der bei den einheimischen Kretern beliebt war, übergab dem ersten Hochkommissar Prinz Georg von Griechenland die Schlüssel zur Festung von Chania. Als neues Staatsoberhaupt erhielt Prinz Georg seine formelle Bestätigung von Sultan Abdülhamid II. Griechenland hatte sich zuvor dem Osmanischen Reich gegenüber zu großen Reparationszahlungen verpflichtet. 1907 wurde der Sitz der alliierten Beratungskörperschaft nach Athen verlegt.

## Vereinigung mit Griechenland (seit 1913)

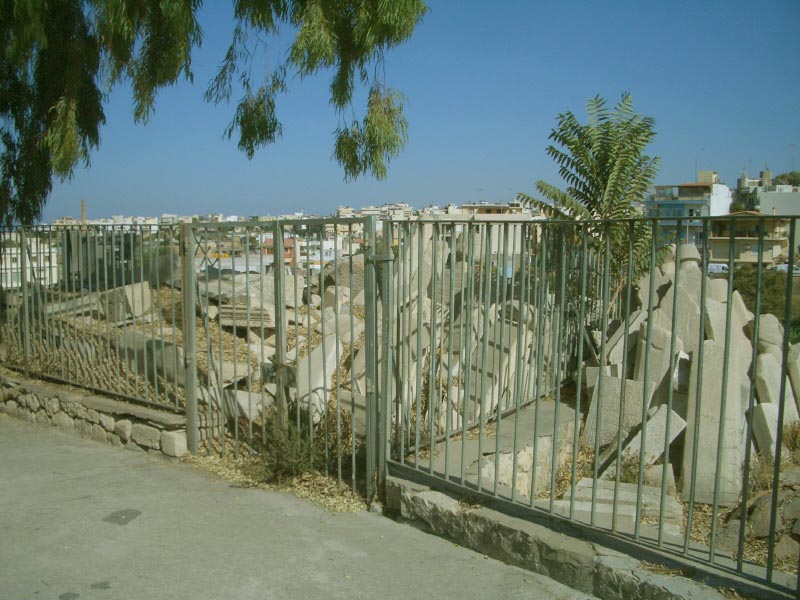
Abgeräumte türkische Grabsteine in Iraklio

1913 wurde die Insel infolge des Ersten Balkankriegs mit Griechenland vereinigt. Nach dem Griechisch-Türkischen Krieg (1919–1922) und dem Vertrag von Lausanne wurde die muslimische Bevölkerung Kretas zwangsumgesiedelt. Auswahlkriterium bei dieser Vertreibung war primär die Religionszugehörigkeit, nicht die ethnische Zugehörigkeit, d. h. auch griechischstämmige muslimische Familien wurden ausgewiesen.

## Zweiter Weltkrieg
Während des Zweiten Weltkrieges standen 1941 griechische, britische, australische und neuseeländische Truppen auf Kreta. Sie sollten die Insel gegen die Deutschen und Italiener halten, um die britische Schifffahrt im Mittelmeer zu sichern. Das gelang nicht, ab dem 20. Mai 1941 war Kreta Schauplatz des Unternehmens Merkur, der ersten großangelegten Luftlandeoperation im Zweiten Weltkrieg. Die deutschen Fallschirmjäger konnten trotz schwieriger Rahmenbedingungen und hoher Verluste die alliierte Übermacht bezwingen und die Insel erobern. Der anschließende Partisanenkampf, dem sich große Bevölkerungsteile anschlossen, führte zu eskalierenden Kriegsverbrechen. So wurden auf Befehl des deutschen General der Flieger Kurt Student am 2. Juni 1941 die meisten männlichen Bewohner des Ortes Kondomari erschossen und die Stadt Kandanos zerstört. Am 14. September 1943 wurden in der Gemeinde Viannos 500 Bewohner, zumeist Frauen und Kinder erschossen. Am 20. Mai 1944 umstellten Einheiten unter dem Befehl des deutschen Kommandanten der „Festung Kreta“ General Bruno Bräuer das jüdische Viertel (278 Mitglieder) der Stadt Chania. Flüchtende Einwohner wurden erschossen, alle anderen per Schiff nach Iraklio gebracht und zwei Wochen später nach Griechenland deportiert. Der ehemals griechische Frachter Tanais (Danae), der die überlebenden Mitglieder der jüdischen Gemeinde zusammen mit Hunderten griechischer Geiseln und einigen italienischen Kriegsgefangenen nach Athen bringen sollte, wurde am 9. Juni 1944 von dem britischen U-Boot Vivid torpediert und sank. Nur vier der jüdischen Einwohner Chanias sollen überlebt haben.

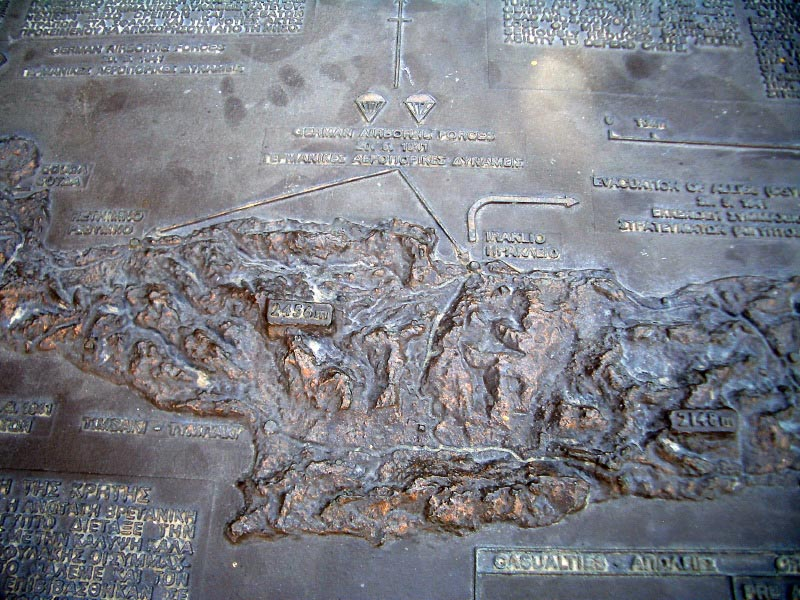
Plan des deutschen Überfalls auf Kreta, Denkmal in Iraklio

Bis zum Herbst 1944 blieb die gesamte Insel unter deutscher Besatzung. (Ostkreta war bis zum Ausscheiden Italiens aus dem Achsenbündnis 1943 von italienischen Truppen besetzt.) Die letzten Soldaten des deutschen Küstenjägerregiments wurden erst einen Monat nach Kriegsende von den Alliierten in Chania entwaffnet. Während der Besetzung kamen etwa 8000 Kreter bei Kämpfen oder bei Massakern zu Tode. Bruno Bräuer wurde nach Kriegsende an Griechenland überstellt und zum Tode verurteilt. Mit dem ebenfalls wegen Kriegsverbrechen auf Kreta verurteilten General Friedrich-Wilhelm Müller wurde er am 20. Mai 1947 um 5 Uhr hingerichtet. Als bemerkenswert gilt ferner auch die Entführung des deutschen Generals Heinrich Kreipe am 26. April 1944 von Kreta nach Ägypten durch den britischen Special Operations Executive, in Zusammenarbeit mit Kretern.

### Überblickswerke
- Theocharis E. Detorakis: Geschichte von Kreta, Th. Detorakis, Iraklio 1997 (aus dem Englischen von Johanna Ribow, Gregori Kapandaidakis). ISBN=960-90199-4-3
- Klaus Gallas: Kreta. Von den Anfängen Europas bis zur kreto-venezianischen Kunst. 8. Auflage. DuMont, Köln 1995 (DuMont Dokumente. DuMont Kunst-Reiseführer). ISBN 3-7701-1729-8

### Neolithikum und Metallzeitalter
- Valasia Isaakidou, Peter Tomkins (Hrsg.): Escaping the Labyrinth. The Cretan Neolithic in Context, S. 201–228.
- Yasemin Leylek: Öffentliche Räume in der minoischen Kultur. Eine transdisziplinäre Studie der öffentlichen Sphäre und sozialen Interaktion in der Bronzezeit. Dissertation Heidelberg 2013 (Volltext)

### Antike
- Tilmann Bechert: Kreta in römischer Zeit, Zabern, Darmstadt/Mainz 2011, ISBN 978-3-8053-3901-8.
- Angelos Chaniotis: Das antike Kreta, C. H. Beck, München 2004, ISBN 3-406-50850-2.
- Paul Faure: La Vie quotidienne en Crète au temps de Minos (1500 avant Jésus-Christ), 2., aktualisierte Auflage. Hachette, Paris 1987, ISBN 2-01-005526-8 (deutsch: Kreta. Das Leben im Reich des Minos, 3. Auflage, Reclam, Stuttgart 1983, ISBN 3-15-010261-8).
- Stefan Link: Das griechische Kreta. Untersuchungen zu seiner staatlichen und gesellschaftlichen Entwicklung vom 6. bis zum 4. Jahrhundert v. Chr., Steiner, Stuttgart 1994, ISBN 3-515-06554-7.
- Gunnar Seelentag: Das archaische Kreta. Institutionalisierung im frühen Griechenland (= Klio. Beihefte. Neue Folge, 24). de Gruyter, Berlin u. a. 2015, ISBN 978-3-11-036240-4.
- Adonis Vassilakis: La Crète minoenne. Du mythe à l’histoire, Adam, Athen 1999, ISBN 3-15-010261-8.

### Mittelalter, Frühe Neuzeit

#### Byzanz
- Klaus Gallas, Klaus Wessel, Manolis Borboudakis: Byzantinisches Kreta, Hirmer, München 1983, ISBN 3-7774-3240-7 (Reise und Studium).
- David Jacoby: Byzantine Crete in the Navigation and Trade Networks of Venice and Genoa, in: Laura Balletto (Hrsg.): Oriente e Occidente tra medioevo ed età moderna. Studi in onore di Geo Pistarino, Genua 1997 (Università degli Studi di Genova, Sede di Acqui Terme. Collana di Fonti e Studi, 1.1), S. 517–540, ND in: Ders.: Byzantium, Latin Romania and the Mediterranean, Aldershot 2001, no. II.

#### Venedig
- Charalambos Gasparis: L’arrivo dei Veneziani all’isola di Creta. Una nuova realtà per la vita in campagna (XIII–XIV sec.), in: N. Moschonas (Hrsg.): Due popoli-Una Storia, Studi di Storia Italo-Ellenica. Athen 1998, S. 39–47 (Ankunft der Venezianer; academia.edu)
- Guido Candiani: Tra controllo del territorio e sorveglianza navale: la leva marittima veneziana a Creta, 1575-1645, in: L. Antonielli, S. Levati (Hrsg.): Controllare il territorio. Norme, corpi e conflitti tra medioevo e prima guerra mondiale, Soveria Mannelli, 2013, S. 129–167. (academia.edu)
- Joshua Starr: Jewish Life in Crete Under the Rule of Venice, in: Proceedings of the American Academy for Jewish Research, Band 12, 1942, S. 59–114 (zur älteren Geschichte der jüdischen Gemeinden auf Kreta).
- David Jacoby:  Jews and christians in venetian Crete, in: Medieval Trade in the Eastern Mediterranean and Beyond, Routledge, London 2017, S. 239–275 (academia.edu).
- Charalambos Gasparis (Hrsg.): Catastici Feudorum Crete: Catasticum sexterii Dorsoduri. 1227–1418, 2 Bde., Athen 2004.
- Charalambos Gasparis (Hrsg.): Catastici Feudorum Crete: Catasticum Chanee. 1314–1396, Athen 2008. (academia.edu)
- Eva Stamoulou: Candia and the Venetian Oltremare. Identity and Visual Culture in the Early Modern Eastern mediterranean, PhD, Universität Manchester, 2011. (online, PDF)
- Joëlle Dalègre: Venise en Crète, Presses de l'Inalco, 2019.
- Chryssa Maltezou: Creta veneziana nella storiografia greca, in: Ester Capuzzo, Bruno Crevato-Selvaggi (Hrsg.): Atti del VI convegno internazionale Venezia e il suo Stato da mar / Venice and its Stato da Mar, Venezia / Venice, 22-24 febbraio / February 2018,  Bretschneider, Società Dalmata di Storia Patria, Rom 2019, S. 18–26. (online, PDF)
- Kostas Lambrinos: Social Preeminence, Power and Prestige: Nobles versus Nobles in Venetian Crete (16th-17th cent.), in: Mesaionika kai Nea Ellinika (Medievalia et Neohellenica), 13 (2019) 159–178. (academia.edu)
- Jérémy Fournet: La Crète: colonie d’exploitation et nœud stratégique du réseau vénitien en mer Égée, in: Il Campiello - Études vénitiennes 08 (2016). (online)

#### Kunst und Architektur
- Marta Lorenzon: Religious Architecture in Crete: Materiality and Identities between the Venetian and Ottoman Rule, in: Journal of Greek Archaeology 3 (2018) 341–358.

### Osmanen
- Antonis Anastasopoulos (Hrsg.): The Eastern Mediterranean under Ottoman Rule. Crete 1645-1840, Crete University Press, Rethymno 2009.
- Elias Kolovos: An Ottoman Register of Venetian Candia, in: Anna Valerio (Hrsg.): Venetians and Ottomans in the Early Modern Age. Essays on Economic and Social Connected History (=Hilâl. Studi turchi e ottomani, 6), Venedig 2018, S. 75–84. (academia.edu)
- Dimitris Michalopoulos: La Révolution grecque de 1862 et l'insurrection crétoise de 1866. Conséquences politiques et complications diplomatiques, Isis, Istanbul 2016.

### Jüngste Geschichte
- Marlen von Xylander: Die deutsche Besatzungsherrschaft auf Kreta 1941–1945 (=Einzelschriften zur Militärgeschichte, Band 32), Rombach, Freiburg 1989, ISBN 3-7930-0192-X.